# 81P/Вильда
Комета Вильда 2 (81P/Wild) — короткопериодическая комета из семейства Юпитера, которая была открыта 6 января 1978 года швейцарским астрономом Паулем Вильдом на фотопластинке, полученной с 40-см телескопа обсерватории Циммервальда Астрономического института университета Берна (Швейцария). Он описал её как диффузный объект 13,5—14,0 m видимой звёздной величины с заметной конденсацией в центре. Обладает довольно коротким периодом обращения вокруг Солнца — около 6 лет.
- Орбита кометы Вильда 2 и её положение в Солнечной системе

## История наблюдений
В январе 1978 года комета наблюдалась 6, 8 и 25 числа. Эти наблюдения позволили английскому астроному Брайану Марсдену рассчитать период обращения кометы, который он определил в 6,15 года. Японский астроном Сюити Накано в 1979 году указал, что большую часть своей 4,5-миллиардолетней истории комета 81P/Вильда имела более отдалённую и менее вытянутую орбиту, но в 1974 году она испытала тесное сближение с Юпитером до 0,2 а. е., что изменило орбиту кометы и перенесло её во внутреннюю часть Солнечной системы. Период обращения кометы сократился с 40 лет до 6,17 года, а перигелийное расстояние с 4,9 до 1,6 а. е.
| Миграция кометы Вильда |                         |                   |                |
| Год                    | Большая полуось (а. е.) | Перигелий (а. е.) | Афелий (а. е.) |
| 1965                   | 13                      | 4,95              | 21             |
| 1978                   | 3,36                    | 1,49              | 5,24           |

Комета была восстановлена 18 сентября 1983 года и оставалась доступной для наблюдений в течение нескольких лет на протяжении всей своей орбиты за исключением афелия. После того, как комета была восстановлена 2 января 1995 года она наблюдалась вплоть до 16 сентября 1998 года. В течение первых месяцев 1997 года общая яркость кометы достигла пика — около 9 m. В очередной раз она попала в поле зрения земных телескопов в сентябре 2002 года, имея яркость 19—20 m. Она быстро разгоралась сначала до 15—16 m к 1 января 2003 года, затем до 14 m к маю, а затем было потеряна в лучах Солнца. Спустя шесть месяцев она стала объектом изучения космического аппарата «Стардаст».

## Исследования КА «Стардаст»
Миссия «Стардаст» была запущена НАСА к комете 81Р/Вильда 7 февраля 1999 года. 2 февраля 2004 года КА пролетел через кому кометы в 240 км от её ядра и собрал образцы кометной пыли, которые были возвращены на Землю в посадочной капсуле 15 января 2006 года. Также были получены 72 фотоснимка ядра кометы, на которых была видна поверхность, пронизанная плоскодонными впадинами, с отвесными стенами и другими особенностями рельефа, размером до 2 километров в поперечнике. Эти структуры, как полагают, являются ударными кратерами или отверстиями, сквозь которые прорывались испаряющиеся газы. В момент работы миссии как минимум 10 таких газовых отверстий (джетов) были активными.
Команда НАСА проанализировала собранный зондом материал и отделила частицы межзвёздной пыли от частиц кометы, после чего они были отправлены для исследования 150 учёным по всему миру. Было выявлено, что в составе пыли содержится широкий спектр органических соединений, в частности, аминокислота глицин и большое количество изотопа углерода 13С, которого мало на Земле. Зато в составе частиц не были обнаружены гидрозийные силикаты или карбонатные минералы, что говорит об отсутствии контакта вещества с жидкой водой. Была найдена большая концентрация кристаллических силикатов, таких как оливин, анортит и диопсид, которые могли сформироваться лишь при высокой температуре. Это согласуется с предыдущими наблюдениями кристаллических силикатов как в кометных хвостах, так и в околозвёздных дисках на больших расстояниях от Солнца. Существует несколько возможных объяснений обнаружения подобных минералов так далеко от Солнца: небольшая их часть могла быть перенесена из внутренней части системы солнечным ветром, также условия для их формирования создаются в момент падения метеоритов, кроме того они могли появиться при разрушении крупных материнских тел, в которых давление вышележащих слоёв оказывалось достаточным для разогрева недр.
Результаты исследований были опубликованы 19 сентября 2008 года в журнале Science. Одним из самых неожиданных результатов стало обнаружение большой концентрации «высокотемпературных» минералов в кометах, обитающих далеко за орбитой Плутона, где они никак не могли сформироваться, что свидетельствует о смещении каменного материала к внешним ледяным окраинам Солнечной системы.
В апреле 2011 года учёные из Аризонского университета в исследуемых образцах обнаружили минералы на основе сульфидов меди, которые могли образоваться лишь в присутствии жидкой воды. Открытие находится в противоречии с господствующей парадигмой, что комета никогда не получает достаточного количества тепла, чтобы хотя бы на короткий срок растопить лёд на поверхности. Возможным источником тепла могут являться столкновения с метеоритами, либо радиоактивный распад нестабильных элементов.

## Сближение с планетами
Известно о трёх тесных сближениях этого тела с планетами в течение второй половины XX века, одно из которых привело к серьёзному изменению орбиты. Из-за этого уже в следующем XXI веке произойдёт несколько относительно тесных сближений кометы с нашей планетой:
- 0,0061 а. е. (0,915 млн км) от Юпитера 9 сентября 1974 года;
- 0,07 а. е. (10,5 млн км) от Марса 5 августа 1978 года;
- 0,85 а. е. (127,5 млн км) от Земли 12 февраля 1997 года;
- 0,67 а. е. (100,5 млн км) от Земли 5 апреля 2010 года;
- 0,92 а. е. (138 млн км) от Земли 8 февраля 2029 года;
- 0,65 а. е. (97,5 млн км) от Земли 5 апреля 2042 года.

## Галерея
- Фотография ядра кометы Вильда 2
- Стереоизображение ядра кометы Вильда 2
- Струи газа с поверхности кометы
- Детали рельефа кометы Вильда 2